# Thorne: Sleepyhead
Thorne: Sleepyhead är en brittisk kriminal- och dramaserie som hade premiär 31 oktober 2010. Serien bestod av tre avsnitt. Serien som är en fristående fortsättning på Thorne: Scareducat är regisserad av Benjamin Ross efter ett manus skrivet av Dudi Appleton, Mark Billingham och Jim Keeble.

## Handling
Serien kretsar kring mordutredaren Thorne som leder en grupp som ska lösa fall som andra enheter går bet på. Thorne går en kamp mot klockan för att hitta en seriemördare som av misstag låtit sitt fjärde offer överleva.

## Rollista i urval
- David Morrissey - Tom Thorne
- Eddie Marsan - Kevin Tughan
- Aidan Gillen - Phil Hendricks
- O-T Fagbenle - Dave Holland
- Lorraine Ashbourne - Ruth Brigstocke
- Jack Shepherd - Jim Thorne
- Natascha McElhone - Anne Coburn
- Sara Lloyd-Gregory - Alison Willetts
- Aisling Loftus - Rachel Coburn
- Sarah Niles - Maggie Byrne
- Joshua Close - Josh Ramsey
- Brian McCardie - Francis Calvert
- Stephen Campbell Moore - Jeremy Bishop
- Georgia Tennant - Sophie Holland
- Amanda Root - Teresa Maxwell